# Missbruk av larmanordning i Sverige
Missbruk av larmanordning gör sig den skyldig till som genom missbruk av larm, nödsignal eller annan liknande anordning föranleder onödig utryckning av polis, kommunal organisation för räddningstjänst, ambulans, militär, sjöräddning eller annat organ för allmän bevakningstjänst. Straffet för missbruk av larmanordning är böter eller fängelse i högst sex månader.